# Bernhard Springer
Bernhard Springer (* 1955 in Hannover) ist ein deutscher Künstler.

## Leben
Springer absolvierte ein Bildhauerpraktikum bei Hanns Joachim Klug, sowie ein Studium der Theologie, Literaturgeschichte, Linguistik, Logik und Wissenschaftstheorie. Er erhielt einen Abschluss als Magister Artium und Promotion in Filmphilologie.
Bernhard Springer ist seit 1980 als freischaffender Künstler in den Bereichen Malerei, Film, Video und Skulptur tätig. Er war Gründungsmitglied der Künstlergruppe „frisch gestrichen“, der Produzentengalerie „Galerie U5“ (1980–1990) und des Kunstfanzines „plastic-indianer“. Springer ist Pressesprecher und Mitglied Kuratorium FMDK e.V. Kunstsalon Kunstareal München. Springer hatte seit 1996 ein Atelier in den Domagkateliers.
Im Filmbereich ist Bernhard Springer sowohl als Regisseur als auch als Produzent tätig. So war er der Producer bei Suck My Dick (2001) und Koproduzent beim Kinofilm No Time to Die (2006). 2009 wirkte er mit am Pilotfilm Groupies zur BR-Dokumentationsreihe „Kunstraum“. Bei Deutsch oder Polnisch (2014) war er neben der Regie auch am Drehbuch beteiligt.
Seit 2012 ist er verstärk als Kurator tätig, so z. B. bei der TAG Temporary Art Gallery.
Springer ist verheiratet, hat drei Kinder, und lebt in München.

## Einzelausstellungen (Auswahl)
- 1985: TURN AROUND HERMAN, Exhibition Space Greenstreet New York
- 1987: PRIMA LEBEN & STERBEN, ProfiDruck München
- 1988: VOODOO-DADA, Letzte Ausstellung vor der Autobahn, München
- 1989: NERVENSTÜRME, Galerie U5 München
- 1990: LOB DER TOPOLOGIE, Semiotikkongress Passau
- 1997: DIE KUNST DES ZENS BEIM BOGENSCHEISSEN, AKKU DomagkAteliers München
- 1999: SAME SAME BUT DIFFERENT, KUNSTFORUM Kunstpark Ost München
- 2001: PUBLIC DOMAIN, GAP Werkraum München
- 2002: KISS THE SKY, Atelier Immendorf Düsseldorf
- 2006: FRIENDLY FIRE, Galerie Académie du Vin München
- 2007: TRANSLATOR X, Kunstverein Kunst und Kultur zu Hohenaschau
- 2008: PLASTIC-INDIANER, Iwalewahaus Bayreuth[5]
- 2009: MEN AT WORK, St. Benedikt bei OpenWestend München
- 2010: KISS THE SKY, AK 68 Wasserburg
- 2011: GHOSTS, Galerie Zewe München
- 2013: MEN AT WORK, Galeriehaus Weinelt Hof[6][7]
- 2015: A DIFFERENT VIEW, Goldberg Studios München
- 2016: GHOSTS, Museum Altomünster[8]

## Gruppenprojekte (Auswahl)
- 1981–1982: FRISCH GESTRICHEN, München, Freising, Göttinger Kunstmarkt
- 1982–1984: NEUE HEIMAT, München, Graz, Berlin
- seit 1983: KUNSTSALON, FMDK e.V. Jahresausstellungen, Haus der Kunst München
- 1983–1984: TENDENZ & KLIMA, Staatliche Kunsthalle Berlin, Stuttgart etc.
- 1985–1989: EX-NEUE HEIMAT, München, Velen, Düsseldorf, Bonn etc.
- 1990–2010: SKLAVEN KÜSST MAN NICHT, Galerie der Künstler BBK München, Neue Galerie Landshut, Neuer Kunstverein Regensburg, Kunstraum Süd Frankfurt[9], Kunstarkaden München etc.
- seit 1996: DOMAGKTAGE, DomagkAteliers München
- 2011–2012: EROS, Ausstellungs- & Gruppenprojekt Kunst & Wissenschaft, Halle50 DomagkAteliers München[10]

## Ausstellungen Kurator (Auswahl)
- 2007: HERR MAIER UND DIE STARS, Filmmuseum München, Jubiläum 25. Filmfest München
- 2010: ROTKÄPPCHEN LACKIERT DEN WOLF, bei KUNSTSALON, Haus der Kunst München
- 2011: DREAMTIME (Kurator), bei KUNSTSALON, Haus der Kunst München
- 2012: CHIEMGAU ABOGINALS, TAG (Temporary Art Gallery) München
- 2012: OLYMPIA & KUNST MÜNCHEN 1972–2012, TAG (Temporary Art Gallery) München[11][12]
- 2012: BLACK GERMANY, bei KUNSTSALON, Haus der Kunst München
- 2014: WASSER-FESTIVAL. Kultur- und Wissenstage Bad Endorf 2014
- 2015: APPARATE, halle50, städt. Atelierh. a. Domagkpark[13]
- 2016: FESTIVAL DER VIDEOKUNST, halle50, städt. Atelierh. a. Domagkpark

## Preise und Förderstipendien
- 1988: Prix du Conseil de L’Europe / Preis des Europarates für Plastic-Indianer no 15, IX. Festival International de Video et des Arts electronicques, Locarno 1988,
- 1993: I. Traileraward für den ProSieben News-Trailer (Text + Konzept), München
- 2004: Atelierförderprogramm der Regierung von Oberbayern
- 2010: Atelierförderung des Kulturreferats München

## Filme
- 2014: Deutsch oder Polnisch (Regie, Drehbuch, Produktion)
- 2006: No Time to Die, R.: King Ampaw (Koproduktion)
- 2001: Suck My Dick, R.: Oskar Roehler (Producer)
- 1999: Nichts als die Wahrheit, R.: Roland Suso Richter (Dramaturg)
- 1997: 14 Tage lebenslänglich, R.: Roland Suso Richter (Scriptconsulting)
- 1994: Heinz Rühmann: Kleiner Mann ganz groß (Regie)
- 1987: Plastic-Indianer No 15 (Coregie, Coproduzent)